# Леонтьев, Олег Юрьевич
Олег Юрьевич Леонтьев (род. 15 ноября 1970, Саратов) — советский, российский, белорусский хоккеист, защитник. Тренер. Заслуженный мастер спорта Республики Беларусь (2007), мастер спорта России международного класса.

## Биография
Воспитанник саратовского «Кристалла». Дебютировал за команду в сезоне 1988/89 первой лиги, сыграл два матча за команду второй лиги «Химик» Энгельс. Для прохождения армейской службы отправился в Минск, где стал играть за дубль «Динамо» (Минск) ШВСМ-«Прогресс» (Гродно). В сезоне 1989/90 также сыграл 12 матчей за «Динамо» в чемпионате СССР. В сезоне 1993/94 провёл пять матчей в МХЛ ка команду «Тивали», созданную на базе «Динамо».
Перед сезоном 1994/95 вернулся в «Кристалл». В феврале 1996 был перешёл в «Металлург» Магнитогорск. Отыграв следующий сезон в «Кристалле», вновь вернулся в Магнитогорск, где играл до сезона 2000/01. Сезон 2001/02 провёл в новокузнецком «Металлурге», затем стал играть за петербургский СКА. После начала сезона 2003/04 вернулся в «Кристалл».
Затем играл в белорусских командах «Химволокно» Могилёв (2004/05 — 2005/06), «Юность-Минск» (2005/06 — 2009/10), «Металлург» Жлобин (2009/10).
В ноябре 1992 дебютировал в квалификации группы C чемпионата мира 1993 в составе сборной Белоруссии. Белорусский паспорт получил в 1999 году и сыграл на чемпионате мира. Чтобы не считаться легионером в российском первенстве, прекратил выступления за сборную. После возвращения в Белоруссию играл на чемпионатах мира 2007 и 2008.
С 19 октября 2010 по 18 сентября 2011 — главный тренер «Кристалла», в сезоне 2012/13, с 29 октября — старший тренер. В сезонах 2013/14 — 2014/15, с 12 декабря — старший тренер в ижевской «Ижстали». С сезона 2015/16 до 31 октября 2016 — старший тренер в «Автомобилисте» Екатеринбург. Старший тренер «Югры» Ханты-Мансийск в сезоне 2016/17, с 11 декабря. Старший тренер (27 декабря 2017 — 14 января 2018) и и. о. главного тренера (с 16 января) «Адмирала» Владивосток в сезоне 2017/18. Главный тренер «Горняка» Учалы с 21 ноября 2018 по конец сезона 2020/21. Главный тренер нижнекамского «Нефтехимика» с сезона 2021/22. После окончания регулярного чемпионата сезона 2024/25 контракт с Леонтьевым, действовавший ещё год, был расторгнут, так как клуб не вышел в плей-офф.
Сын Владислав — хоккеист.

## Достижения игрока
- Победитель Евролиги: 1999, 2000
- Обладатель Суперкубка Европы: 2000
- Обладатель Континентального кубка: 2006/07

Чемпионат Белоруссии
- Чемпион: 2005/06, 2008/09
- Серебряный призёр: 1992/93, 1993/94, 2007/08
- Бронзовый призёр: 2004/05, 2006/07

Чемпионат России
- Чемпион: 1998/99, 2000/01
- Серебряный призёр: 1997/98
- Бронзовый призёр: 1999/2000
- Обладатель Кубка России: 1998